# Ramón Barros Luco
Ramón Barros Luco (Santiago, 9 de junho de 1835 - 20 de setembro de 1919), foi presidente do Chile entre 1910 e 1915. Filho de Ramón Luis Barros Fernández e de Dores Luco Fernández de Leiva. Se formou como advogado em 1858.

## Carreira
Foi eleito Deputado por Casablanca em 1861, e a partir de então, ocupou em forma ininterrupta uma cadeira na Câmara Baixa, sendo eleito novamente por Caldera (1867–1870), Curicó (1870–1873), Valparaíso (1873–1876 e 1888-1891), e por Santiago por quatro períodos, entre 1876 e 1894. Posteriormente, foi eleito senador por Linares (1900–1906).
Em sua qualidade de presidente da Câmara de Deputados em 1891, subscreveu a ata de destituição do presidente da república José Manuel Balmaceda elaborada pelo Congresso, e fomentou o levante da Armada Nacional , cujas ações dirigiu (junto a Waldo Silva, vice-presidente do Senado) até que se constituiu a junta de governo em Iquique. Triunfante a revolução, retomou suas funções como parlamentar e se desempenhou como ministro em várias ocasiões, a cada vez que se buscava a alguém que “não fosse ameaça para ninguém“.
Em 1910, dadas as tensões existentes entre liberais e nacionais para eleger um candidato presidencial comum, foi designado postulante do setor. Sua trajetória garantia aos partidos que, caso fosse eleito presidente, interesses dos mesmos não seriam afetados.